# Klooster van de Paters van de Heilige Geest

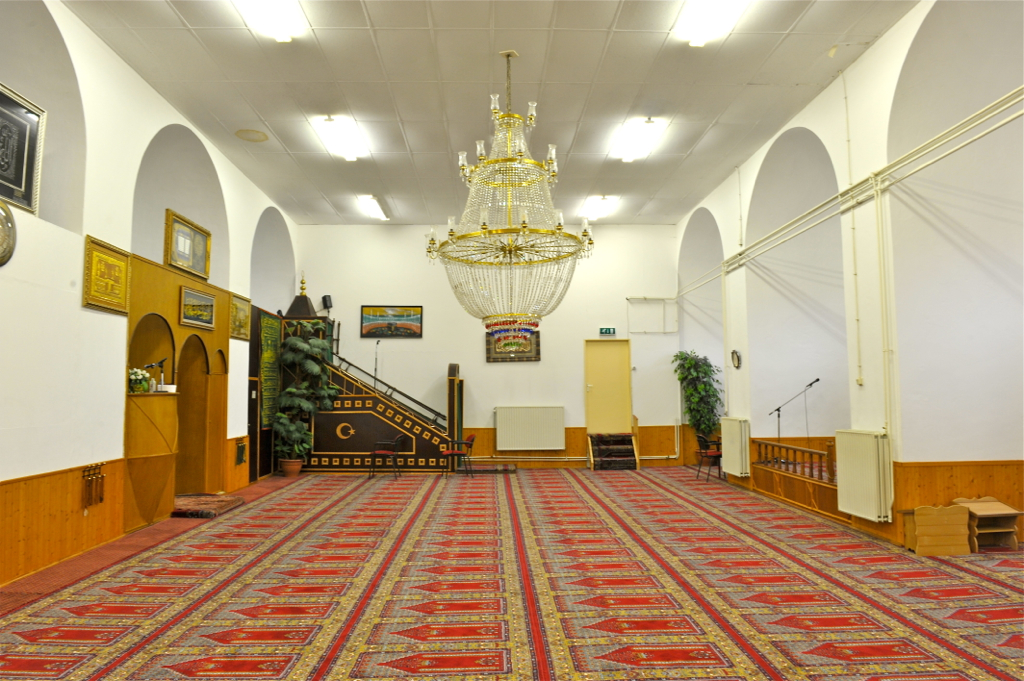
Kapel van het klooster, nu Turkse moskee.

Het klooster van de broeders en paters van de Congregatie van de Heilige Geest was een missieklooster te Weert, gelegen aan Coenraad Abelsstraat 36.

## Geschiedenis
De Paters kwamen in 1904 naar Weert. Zij kwamen vanuit Lier en ze vestigden zich in Weert omdat er daar nog geen opleiding voor missionarissen was. Aanvankelijk vonden ze onderdak in een hotel, en vanaf 1906 in het missiehuis. Daar werd een seminarie ingericht waar de leerlingen -ondergebracht in een internaat- tot missionaris werden opgeleid. Het aantal leerlingen, aanvankelijk een 30-tal, liep op tot ongeveer 200. In 1911 kwam de kapel gereed.
In 1970 werd het internaat opgeheven, en een deel van het missiehuis werd verhuurd aan de Stichting Huisvesting Gastarbeiders. Later werd de grond en een deel van het Missiehuis verkocht aan de gemeente Weert. Het Missiehuis werd gesloopt. De kapel werd geschonken aan de gemeente teneinde sociaal-culturele behoeften voor de wijk te dienen. Later werd de kapel ingericht als Turkse moskee.

## Gebouw
De kapel werd ontworpen door Pierre Cuypers jr.. Het is een bakstenen gebouw met een aangebouwde vierkante toren die gedekt wordt door een zadeldak.

## Trivia
Eén van de studenten, die echter geen missionaris werd, was de later bekend geworden Poncke Princen.